# اوئیل
اوئیل (انگلیسی: Oiyl) یک منطقه مسکونی در قزاقستان است که در استان آق‌تپه واقع شده است.